# V5 엔진
V5 엔진(영어: V5 engine)은 실린더가 공통 크랭크 샤프트를 공유하고 V 구성으로 배열된 5기통 피스톤 엔진이다.
V5 엔진 설계는 매우 드물며 1997-2006 폭스바겐 그룹 VR5 엔진의 유일한 생산 버전이다.

## 자동차

### 제너럴 모터스
1980년대 초, Oldsmobile은 프로토타입 2.5 L (153 cu in) V5 디젤 엔진을 개발했지만 생산 단계에 도달하지 못해 프로젝트가 중단되었다.엔진은 "누락된"여섯 번째 실린더의 위치에 연료 분사 펌프가 있는 Oldsmobile V6 디젤 엔진을 기반으로 한다.프로토 타입 엔진이 미시간주 랜싱에 있는 RE Olds Museum에 전시되어 있다.

### 폭스바겐 그룹
생산에 도달한 유일한 V5 자동차 엔진은 1997년부터 2006년까지 폭스바겐에서 제조한 2.3 L (140 cu in) "VR5"엔진이었다. 폭스바겐의 VR6 엔진을 기반으로 하는 VR5는 엇갈린 실린더 (3개의 실린더가 있는 좁은 각도) 엔진이었다. 하나의 뱅크와 다른 하나의 뱅크) 단일 실린더 헤드를 공유한다.VR6 엔진에 따르면 뱅크 사이의 각도는 15도였다. 초기 버전은 실린더 당 2개의 밸브를 사용했지만 2000년 업데이트로 실린더 당 총 4개의 밸브가 생성되고 가변 밸브 타이밍이 추가되었다.

## 모터사이클

### 혼다
2002년~2006년 시즌에 경쟁한 MotoGP 레이싱 오토바이인 혼다 RC211V는 V5 엔진을 사용했다.가로로 장착된 990 cc (60 cu in) 엔진은 전면에 3개의 실린더, 후면에 2개의 실린더, 75.5 도의 V-앵글이 있다. 엔진은 실린더 당 4개의 밸브를 사용했다.

## 같이 보기
- 5기통 직렬 엔진